# Maison Moravka à Ražanj
La maison Moravka à Ražanj (en serbe cyrillique : Кућа "Моравка" у Ражњу ; en serbe latin : Kuća "Moravka" u Ražnju) se trouve à Ražanj, dans le district de Nišava, en Serbie. Elle est inscrite sur la liste des monuments culturels protégés de la République de Serbie (identifiant no SK 1920),,.

## Présentation
La maison, située 4 rue Strahinje Simonovića, a été construite dans la première moitié du XIXe siècle,.
De dimensions modestes et de plan asymétrique mais presque carré, elle est constituée d'un simple rez-de-chaussée ; elle est dotée d'un porche d'angle avec des arcades soutenues par des piliers en bois profilés,. Elle est construite selon la technique des colombages et enduite d'un mortier de boue ; son toit est recouvert de tuiles,. 
Elle se compose de trois pièces,.
Elle constitue un exemple d'architecture influencée par l'architecture traditionnelle serbe au moment où la Serbie cherche à se rendre indépendante de la domination ottomane,.